# AFC Veřovice
Amatérský fotbalový klub Veřovice je český fotbalový klub z obce Veřovice, hrající od sezóny 2017/18 I. B třídu Moravskoslezského kraje (7. nejvyšší soutěž). Klub nejprve vznikl jako fotbalový oddíl pod DTJ Veřovice v roce 1931. Od roku 1933 působí samostatně, nejprve pod názvem SK Veřovice, později jako TJ Sokol Veřovice, dnes jako AFC Veřovice.
Své domácí zápasy odehrává na stadionu Veřovice.

## Historie

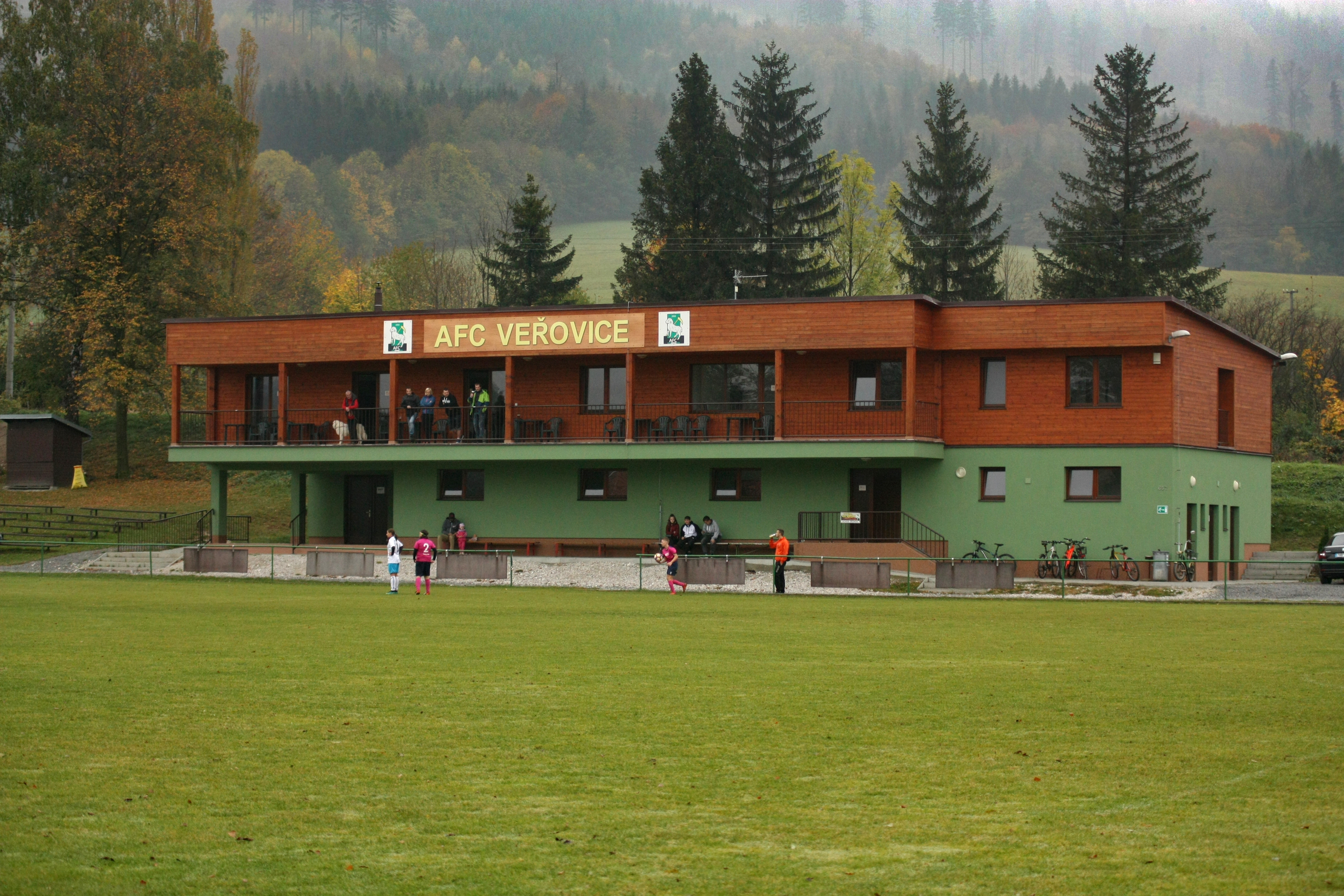
Stadion AFC Veřovice (2018)

### Vznik klubu
Počátky klubu v obci sahají do roku 1931, kdy vznikl fotbalový oddíl při spolku DTJ Veřovice. První fotbalové hřiště bylo zbudováno v roce 1932. 
V roce 1933 fotbalového sdružení DTJ zaniklo a fotbalisti z DTJ vytvořili Sportovní klub SK Veřovice. DTJ po odtržení fotbalového klubu spolupracovala s SK Veřovice a klub podporovala například půjčovalo fotbalistům dresy. Mužstvo SK Veřovice bylo do amatérské soutěže poprvé zařazeno na podzim roku 1933, a to do III.B třídy Slezské župy fotbalové ( SŽF) pod vedením Jana Martínka, který byl bývalým hráčem Viktorie Žižkov. K soupeřům klubu patřili tradiční soupeři jako SK Mořkov, SK Starý Jičín či SK Benrkop Frenštát p.R.

### Vývoj názvu klubu
- 1931 – DTJ Veřovice (Dělnická tělocvičná jednota Veřovice)
- 1933 – SK Veřovice (Sportovní klub Veřovice)
- 1936 – přerušení aktivní činnosti
- 1941 – obnovena činnost pod názvem SK Veřovice (Sportovní klub Veřovice)
- 1948 – TJ Sokol Veřovice (Tělovýchovná jednota Sokol Veřovice)
- 1990 – AFC Veřovice (Amatérský fotbalový club Veřovice)

## Umístění v jednotlivých sezonách
Zdroj: 
Stručný přehled
- 2002–2009: Okresní přebor Novojičínska
- 2009–2010: I. B třída Moravskoslezského kraje – sk. D
- 2010–2012: I. A třída Moravskoslezského kraje – sk. B
- 2012–2013: I. B třída Moravskoslezského kraje – sk. D
- 2013–2017: I. A třída Moravskoslezského kraje – sk. B
- 2017–: I. B třída Moravskoslezského kraje – sk. D

Jednotlivé ročníky
Legenda: Z – zápasy, V – výhry, R – remízy, P – porážky, VG – vstřelené góly, OG – obdržené góly, +/- – rozdíl skóre, B – body, červené podbarvení – sestup, zelené podbarvení – postup, fialové podbarvení – reorganizace, změna skupiny či soutěže
| Česko (2002 – ) |                                            |        |    |    |   |    |    |    |     |    |        |
| Sezóny          | Liga                                       | Úroveň | Z  | V  | R | P  | VG | OG | +/- | B  | Pozice |
| 2002/03         | Okresní soutěž Novojičínska                | 9      | 26 | 11 | 9 | 6  | 63 | 48 | +15 | 42 | 4.     |
| 2003/04         | Okresní soutěž Novojičínska                | 9      | 22 | 17 | 3 | 2  | 71 | 22 | +49 | 54 | 1.     |
| 2004/05         | Okresní přebor Novojičínska                | 8      | 26 | 14 | 1 | 11 | 62 | 56 | +6  | 43 | 6.     |
| 2005/06         | Okresní přebor Novojičínska                | 8      | 26 | 8  | 7 | 11 | 35 | 50 | −15 | 31 | 10.    |
| 2006/07         | Okresní přebor Novojičínska                | 8      | 26 | 9  | 7 | 10 | 35 | 48 | −13 | 34 | 8.     |
| 2007/08         | Okresní přebor Novojičínska                | 8      | 26 | 14 | 5 | 7  | 62 | 46 | +16 | 47 | 3.     |
| 2008/09         | Okresní přebor Novojičínska                | 8      | 26 | 19 | 6 | 1  | 70 | 24 | +46 | 63 | 1.     |
| 2009/10         | I. B třída Moravskoslezského kraje – sk. D | 7      | 26 | 16 | 4 | 6  | 47 | 26 | +21 | 52 | 1.     |
| 2010/11         | I. A třída Moravskoslezského kraje – sk. B | 6      | 26 | 8  | 5 | 13 | 45 | 52 | −7  | 29 | 13.    |
| 2011/12         | I. A třída Moravskoslezského kraje – sk. B | 6      | 26 | 9  | 2 | 15 | 30 | 45 | −15 | 29 | 13.    |
| 2012/13         | I. B třída Moravskoslezského kraje – sk. D | 7      | 26 | 19 | 2 | 5  | 64 | 19 | +45 | 59 | 1.     |
| 2013/14         | I. A třída Moravskoslezského kraje – sk. B | 6      | 26 | 14 | 7 | 5  | 53 | 26 | +27 | 49 | 2.     |
| 2014/15         | I. A třída Moravskoslezského kraje – sk. B | 6      | 26 | 12 | 3 | 11 | 40 | 31 | +9  | 39 | 5.     |
| 2015/16         | I. A třída Moravskoslezského kraje – sk. B | 6      | 26 | 8  | 5 | 13 | 37 | 46 | −9  | 29 | 12.    |
| 2016/17         | I. A třída Moravskoslezského kraje – sk. B | 6      | 26 | 6  | 6 | 14 | 36 | 50 | −14 | 24 | 13.    |
| 2017/18         | I. B třída Moravskoslezského kraje – sk. D | 7      | 26 | 19 | 2 | 5  | 71 | 29 | +42 | 59 | 2.     |
| 2018/19         | I. B třída Moravskoslezského kraje – sk. D | 7      | 26 | 8  | 4 | 14 | 37 | 54 | −17 | 28 | 11.    |
| 2019/20         | I. B třída Moravskoslezského kraje – sk. D | 7      | 13 | 7  | 2 | 4  | 25 | 23 | +2  | 23 | 3.     |
| 2020/21         | I. B třída Moravskoslezského kraje – sk. D | 7      | 7  | 4  | 1 | 2  | 17 | 12 | +5  | 13 | 7.     |
| 2021/22         | I. B třída Moravskoslezského kraje – sk. D | 7      | 24 | 5  | 5 | 14 | 26 | 64 | −38 | 20 | 12.    |
| 2022/23         | I. B třída Moravskoslezského kraje – sk. D | 7      | 26 | 10 | 6 | 10 | 43 | 45 | −2  | 36 | 5.     |
| 2023/24         | I. B třída Moravskoslezského kraje – sk. D | 7      | 26 | 11 | 7 | 8  | 41 | 43 | −2  | 40 | 7.     |
| 2024/25         | I. B třída Moravskoslezského kraje – sk. D | 7      | 24 | 11 | 4 | 9  | 46 | 42 | +4  | 37 | 7.     |

Poznámky:
- 2019/20: Sezona nedohrána kvůli pandemii covidu-19.
- 2020/21: Sezona nedohrána kvůli pandemii covidu-19.

## Galerie

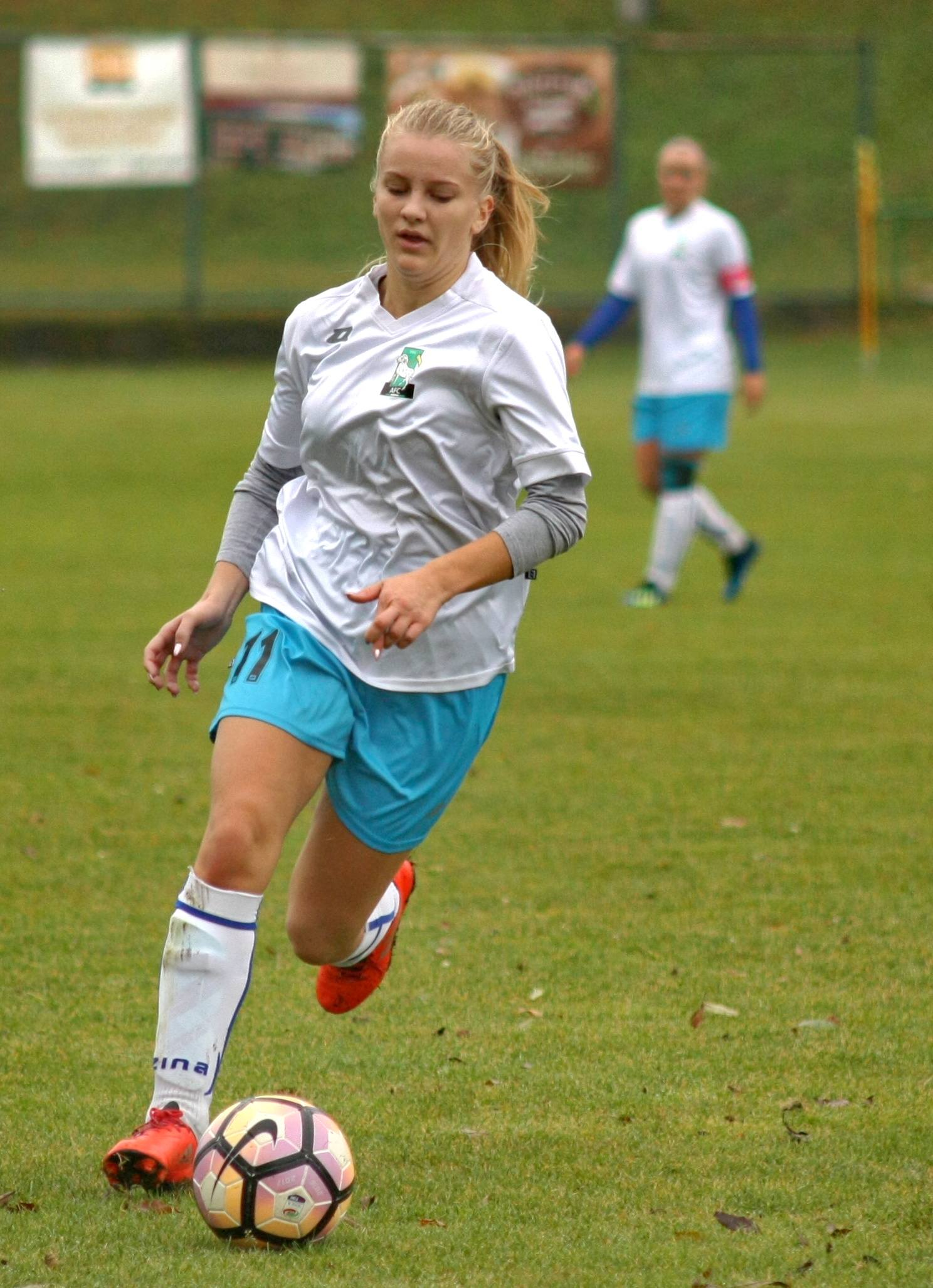
Hráčka AFC Veřovice při zápase proti MSK Orlová (2018)
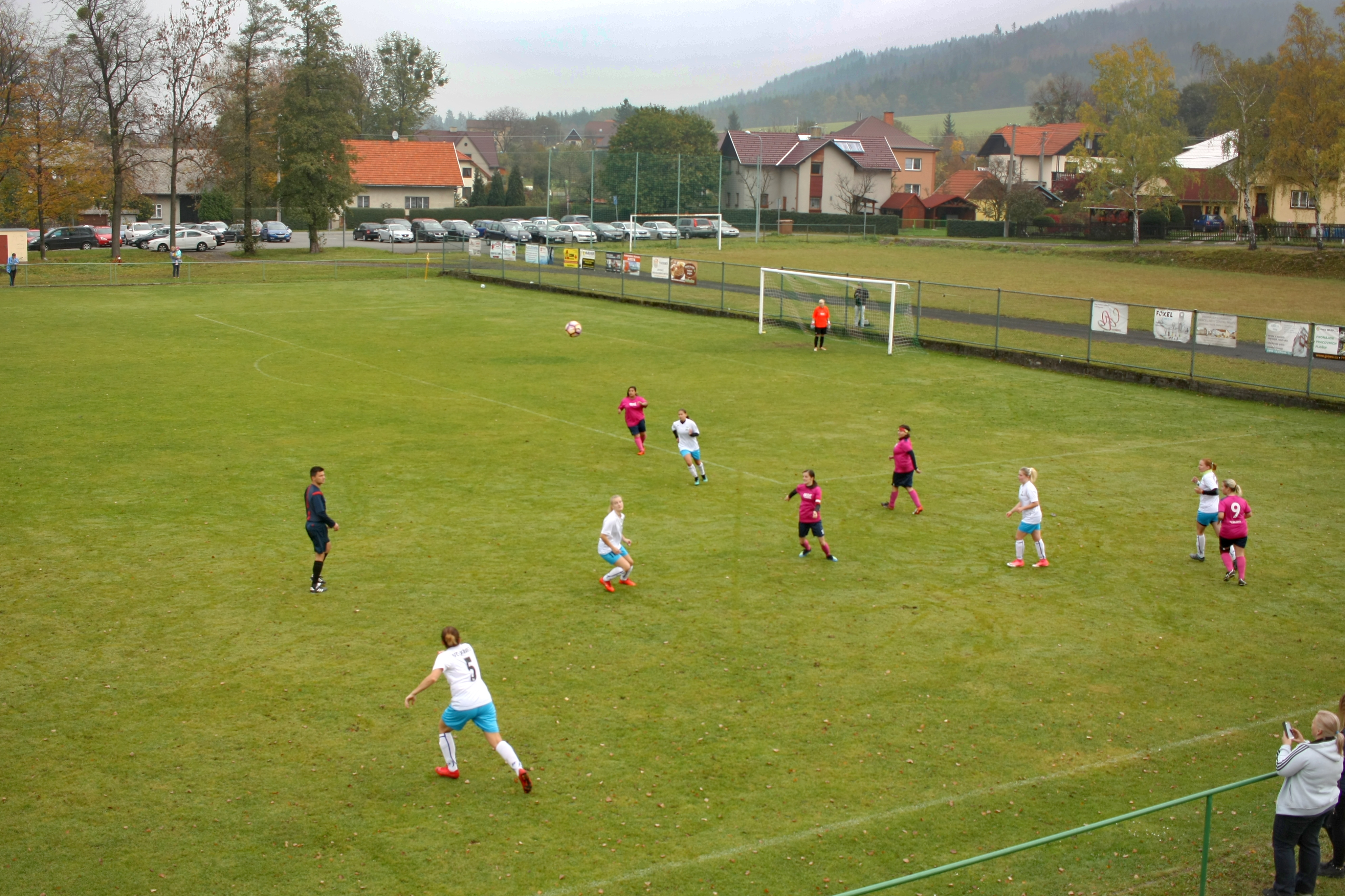
Domácí zápas AFC Veřovice proti MSK Orlová v Moravskoslezské divizi žen 2018/19
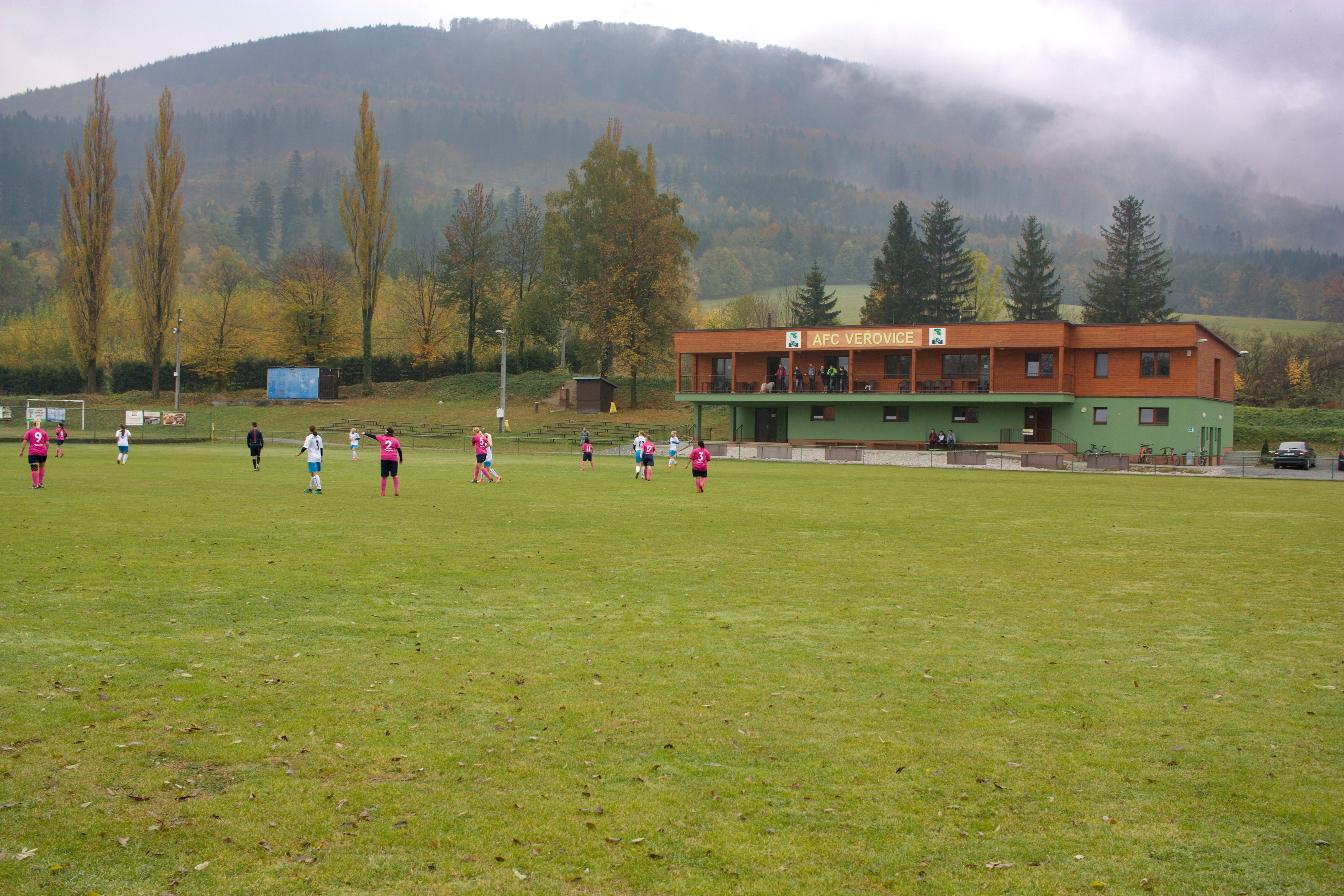
Hřiště AFC Veřovice
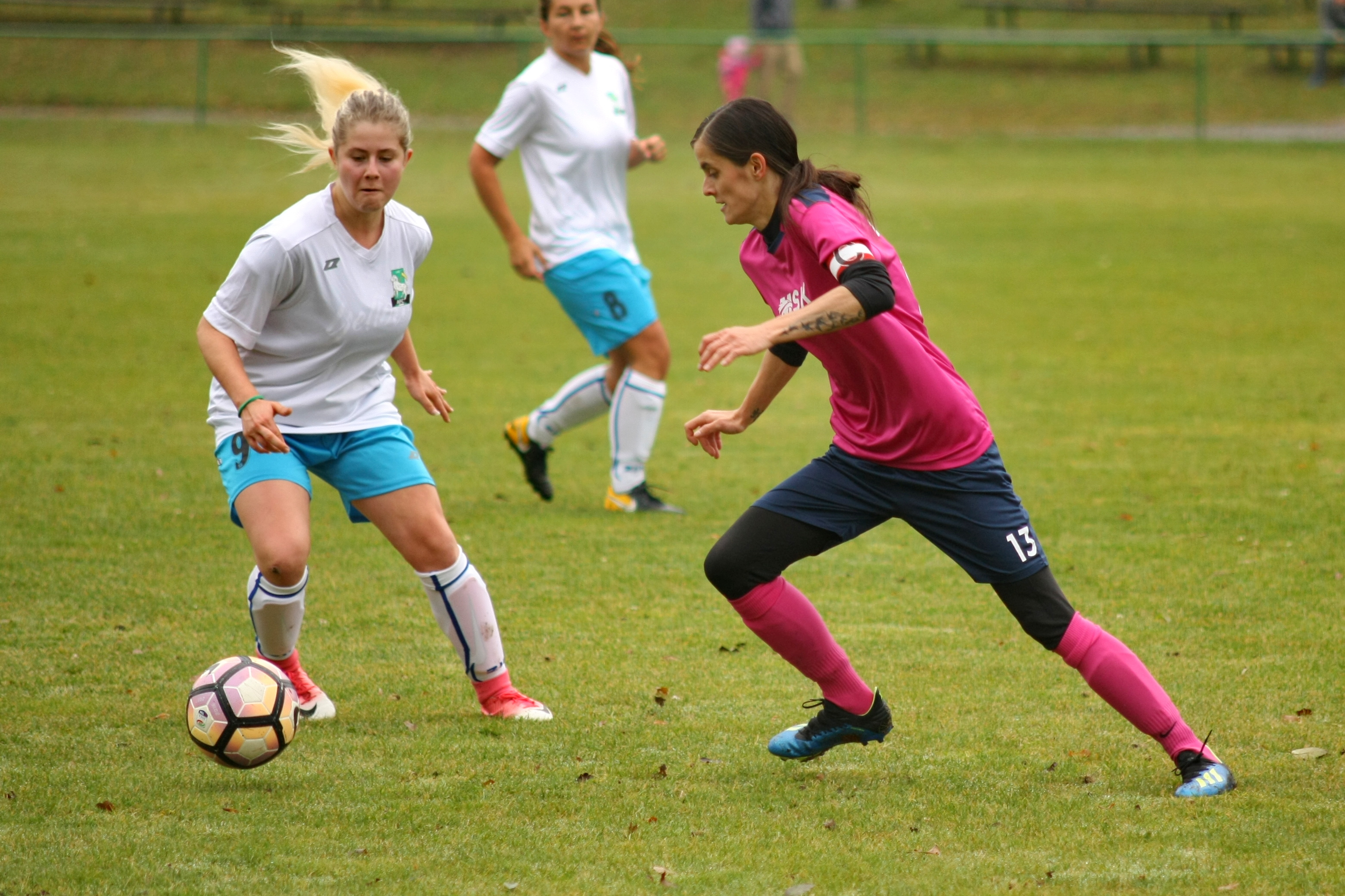
Domácí zápas AFC Veřovice (v bílém) proti MSK Orlová v Moravskoslezské divizi žen 2018/19
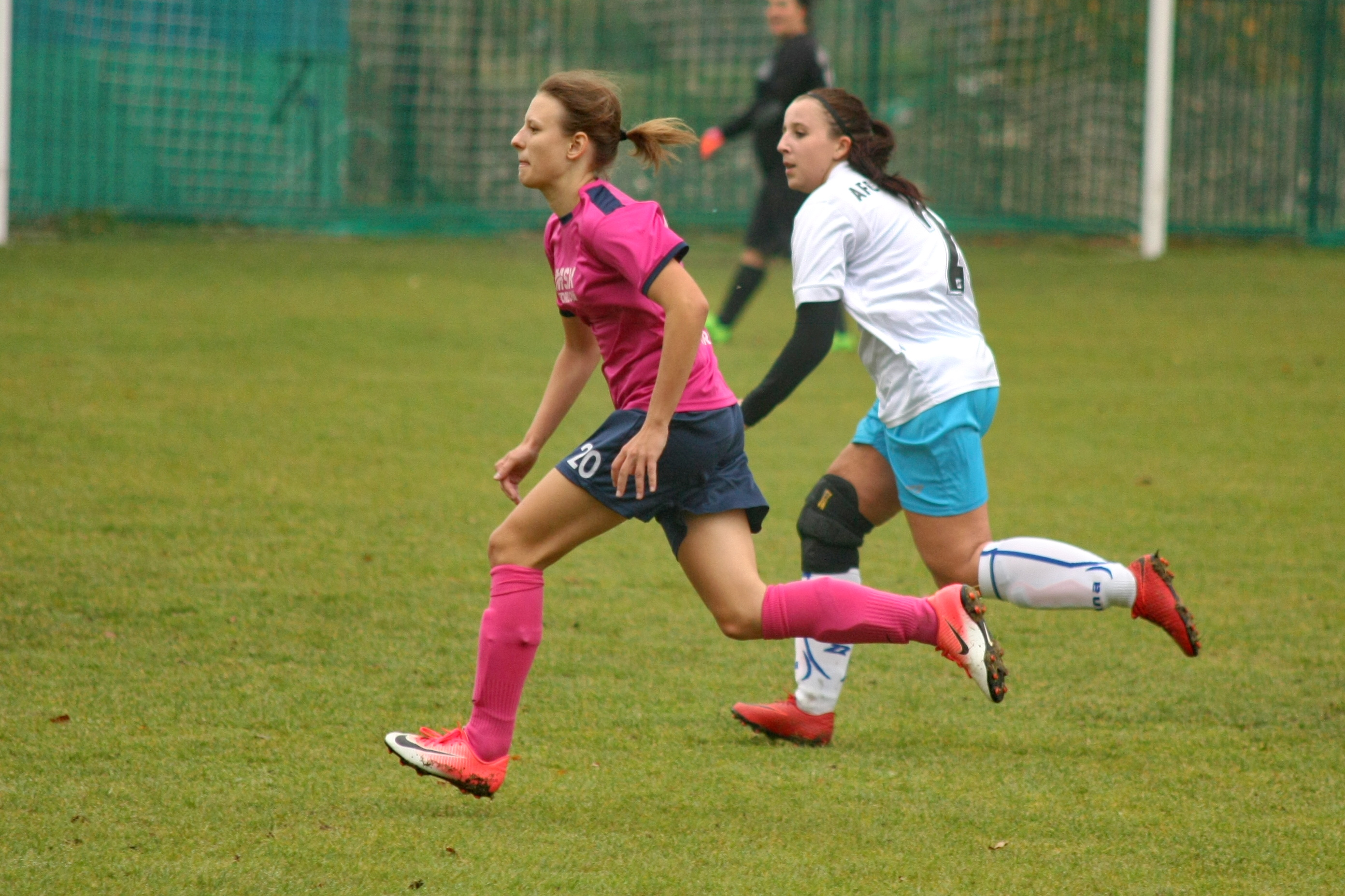
Hana Gabzdylová (v růžovém), hráčka MSK Orlová, v zápase na půdě AFC Veřovice (2019)